# Chiesa di San Martino (Sant'Olcese)
La chiesa di San Martino è un luogo di culto cattolico situato nella frazione di Manesseno, in salita superiore Don Giacomo Schiaffino, nel comune di Sant'Olcese nella città metropolitana di Genova. La chiesa è sede della parrocchia omonima del vicariato di Sant'Olcese-Serra Riccò dell'arcidiocesi di Genova.

## Storia e descrizione

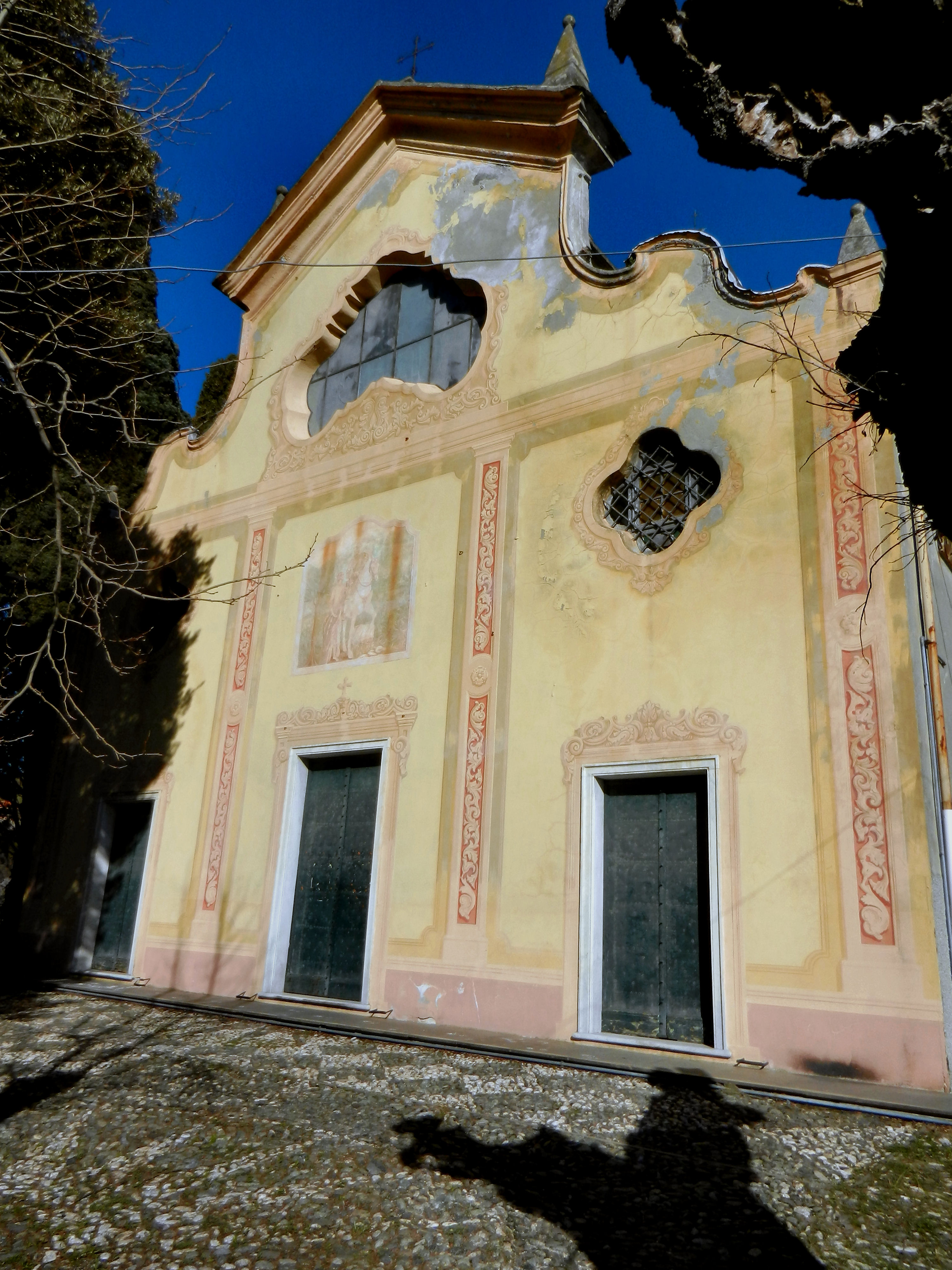
La precedente colorazione della facciata

La sua citazione risalirebbe in un atto notarile del 1º febbraio del 1188 come chiesa suffraganea della comunità di Sant'Olcese. Nel 1411 fu unita in un'unica parrocchia assieme a quella di Santa Maria Assunta di Comago, successivamente dichiarata autonoma dall'aprile del 1639.
La struttura è composta da tre navate a croce latina; nel 1682, per i danni causati dalle intemperie, si dovette provvedere al rifacimento del tetto del coro e della cappella dedicata al Crocifisso.
All'interno sono presenti cinque altari in marmo, tra i quali uno intitolato all'Immacolata; qui è esposta una statua lignea dello scultore Anton Maria Maragliano. Gli affreschi presenti nella volta sono del pittore ornatista Achille de Lorenzi, effettuati nel XIX secolo, mentre quelli sopra il coro e nel presbiterio sono opera di Luigi Gainotti.